# Валентини, Энрико
Энрико Валентини (нем. Enrico Valentini; 20 февраля 1989, Нюрнберг, Германия) — немецкий и итальянский футболист, выступавший на позиции защитника.

## Карьера
Воспитанник клуба «Нюрнберг», в школе которого занимался с 1994 года. На взрослом уровне дебютировал в 2008 году, в составе фарм-клуба «Нюрнберга» в Региональной лиги, где выступал в течение двух сезонов. Летом 2010 года подписал двухлетний контракт с клубом Третьей лиги «Аален», в составе которого дебютировал 16 октября 2016 года, выйдя на замену на 68-й минуте в матче с «Саарбрюккен». В марте 2012 года продлил контракт с командой ещё на два года, а в конце сезона 2011/12 вместе с клубом добился перехода во Вторую Бундеслигу. Летом 2014 года перешёл в «Карлсруэ». В первом же сезоне с новой командой занял третье место в лиге и принимал участие в стыковых матчах за выход в Бундеслигу против «Гамбурга». По итогам двух встреч счёт был равным, однако в овертайме «Гамбург» одержал победу 2:1 и сохранил место в высшей лиге Германии. После вылета «Карлсруэ» из Второй Бундеслиги в сезоне 2016/17 вернулся в «Нюрнберг». По итогам сезона 2017/18 добился с клубов выхода в Бундеслигу.
В феврале 2020 года Валентини продлил свой контракт с «Нюрнбергом» до 2022 года.

## Достижения
ВФР Аален
- Вице-чемпион Третьей лиги: 2011/12

Нюрнберг
- Вице-чемпион Второй Бундеслиги: 2017/18

## Семья
- Старшая сестра Роберта Валентини[нем.] (р. 1981) — актриса мюзиклов.
- Двоюродный брат Стефан Валентини[англ.] (род. 1996 в Австралии) — футболист.